# Stoker (film)
Stoker är en psykologisk thriller från 2013 regisserad av Park Chan-wook och med manus av Wentworth Miller. Huvudrollerna spelas av Mia Wasikowska, Nicole Kidman och Matthew Goode.
Den 18-åriga India Stokers liv förändras helt när hennes far dör och hennes farbror flyttar in hos henne och modern. Farbrodern ruvar på en mycket mörk hemlighet.

## I rollerna (urval)
- Mia Wasikowska – India Stoker
- Nicole Kidman – Evelyn Stoker, Indias mamma
- Matthew Goode – Charles Stoker, Indias farbror
- Dermot Mulroney – Richard Stoker, Indias pappa